# بلترامی (مینیاپولیس)
بلترامی (به انگلیسی: Beltrami) یک منطقهٔ مسکونی در ایالات متحده آمریکا است که در مینیاپولیس واقع شده‌است. بلترامی ۱٬۲۴۸ نفر جمعیت دارد.